# BAE Hawk
BAE Hawk – brytyjski samolot szkolno-treningowy, używany też jako lekki myśliwiec. Pierwszy lot odbył w 1974 roku, od roku 1976 służy w RAF-ie, gdzie zastąpił samoloty Folland Gnat. Do chwili obecnej wyprodukowano około 900 egzemplarzy, które służą lub służyły w siłach powietrznych 18 krajów. Lotnictwo United States Navy używa specjalnej wersji samolotu znakowanej T-45 Goshawk, zdolnej do operowania z pokładów lotniskowców.

## Charakterystyka

### Charakterystyka wersjiHawk T 1A(zbliżone Hawk 50 i Hawk 60)
- Rozpiętość skrzydeł – 9,39 m
- Długość – 11,15 m
- Wysokość – 3,96 m
- Maksymalna prędkość na poziomie morza – 1010 km/h
- Maksymalny pułap lotu – 15 894 m
- Zasięg – 2917 km
- Masa własna – 4012 kg
- Maksymalna waga startowa- 5700 kg
- Silnik – Rolls-Royce Turbomeca Adour Mk 151
- Ciąg – 25,35 kN

### Charakterystyka wersjiHawk 100
- Rozpiętość skrzydeł – 9,93 m
- Długość – 12,42 m
- Wysokość – 3,96 m
- Maksymalna prędkość na poziomie morza – 1001 km/h
- Maksymalny pułap lotu – 15 894 m
- Zasięg – 2520 km
- Masa własna – 4400 kg
- Maksymalna waga startowa- 9100 kg
- Silnik – Rolls-Royce Turbomeca Adour
- Ciąg – 26 kN

## T-45 Goshawk
Wersja BAE Hawk opracowana na potrzeby amerykańskiej marynarki wojennej.
Wykorzystywana w celach szkoleniowych przez amerykańską marynarkę wojenną i Korpus Piechoty Morskiej Stanów Zjednoczonych do szkolenia pilotów lotniskowców.
Różnice względem oryginału:
1. większy i dłuższy przód kadłuba
2. zabudowano dwa wykonane z kompozytów hamulce aerodynamiczne
3. wydłużono statecznik pionowy
4. wzmocniono podwozie (przystosowano do lądowania na lotniskowcach)
5. instalacja pod kadłubowego haku
6. instalacja pojedynczej płetwy pod kadłubem w miejsce dwóch
7. brak uzbrojenia
8. instalacja silnika Rolls-Royce Turbomeca F405-RR-401
9. awionika dostosowana do manewrowania z lotniskowca

## Porównywalne samoloty
- AIDC AT-3A Tzu-chung
- FMA IA 63 Pampa (powstał na podstawie planów Dassault/Dornier Alpha Jet)
- Aermacchi S-211
- Aero L-39 Albatros
- Aero L-59 Super Albatros
- CASA C-101
- Kawasaki T-4
- PZL I-22 Iryda
- SOKO G-4 Super Galeb
- SOKO J-22 Orao
- IAR-99

## Użytkownicy samolotów Hawk

### Obecnie
- Królewskie Saudyjskie Siły Powietrzne – 50
- Royal Australian Air Force – 33
- Bahrańskie Siły Powietrzne – 6
- Fińskie Siły Powietrzne – 75
- Indian Air Force – 66
- Tentara Nasional Indonesia-Angkatan Udara – 60
- Royal Canadian Air Force – 20
- Kuwejckie Siły Powietrzne – 12
- Tentera Udara DiRaja Malaysia – 28
- Królewskie Siły Powietrzne Omanu – 16
- South African Air Force – 24
- United States Navy – 223 w wersji T-45 Goshawk
- Royal Air Force – 221
- Siły Powietrzne Zjednoczonych Emiratów Arabskich – 39

### W przeszłości
- Kenijskie Siły Powietrzne – 12
- Siły Powietrzne Republiki Korei – 20
- Schweizer Luftwaffe – 20 w latach 1992-2007, sprzedane Finlandii
- Zimbabwe – 8